# Walter Cannon
Walter Bradford Cannon (n. 19 octombrie 1871 - d. 19 octombrie 1945) a fost fiziolog american, profesor și șeful catedrei de fiziologie la Harvard Medical School, cunoscut mai ales pentru dezvoltarea conceptului de homeostazie, promovarea utilizării razelor X în medicină și elaborarea teoriei Cannon-Bard.

## Viața
S-a născut la Prairie du Chien, Wisconsin în 1871, într-o familie calvină de intelectuali. Fire curioasă, dornică de cunoaștere, încă de mic studiază pe  Thomas Henry Huxley, John Tyndall, George Henry Lewes și William Kingdon Clifford.
Unul din profesorii săi, Mary Jeannette Newson, ce îi devine mentor, îl îndeamnă să studieze la Harvard University.
Având reale înclinații către biologie, încă din primul an de studenție, studiază la laboratorul Bowditch. În 1900 încheie studiile universitare și începe să lucreze la Harvard ca instructor în cadrul Departamentului de Fiziologie. În perioada 1906 - 1942 este șeful Catedrei de Fiziologie în cadrul prestigioasei universități.
În perioada 1914 - 1916, Cannon ocupă funcția de preșdinte al Societății de Fiziologie Americane (American Physiological Society).
Se căsătorește cu Cornelia James Cannon, o cunoscută autoare de romane de succes și au împreună cinci copii. Unul dintre aceștia a fost Bradford Cannon (1907 - 2005), specialist în chirurgia plastică.

## Opera

### Scrieri
- W. B. Cannon Bodily Changes in Pain, Hunger, Fear and Rage: An Account of Recent Researches into the Function of Emotional Excitement, Appleton, New York, 1915
- W. B. Cannon: The James-Lange theory of emotion: A critical examination and an alternative theory. American Journal of Psychology 39 (1927) 106-124
- W. B. Cannon: The Wisdom of the Body, W. W. Norton Co., New York, 1932